# Oulches-la-Vallée-Foulon
Oulches-la-Vallée-Foulon ist eine französische Gemeinde mit 82 Einwohnern (Stand 1. Januar 2022) im Département Aisne in der Region Hauts-de-France (vor 2016 Picardie). Sie gehört zum Arrondissement Laon und zum Kanton Villeneuve-sur-Aisne.

## Geografie
Die Gemeinde Oulches-la-Vallée-Foulon liegt im Höhenzug Chemin des Dames, 17 Kilometer südöstlich von Laon und 26 Kilometer nordwestlich von Reims. Nachbargemeinden von Oulches-la-Vallée-Foulon sind Chermizy-Ailles im Norden, Bouconville-Vauclair im Nordosten, Craonnelle im Südosten, Beaurieux im Süden, Vassogne im Südwesten sowie Paissy im Westen.

## Bevölkerungsentwicklung
| Jahr                       | 1962 | 1968 | 1975 | 1982 | 1990 | 1999 | 2007 | 2019 |
| Einwohner                  | 67   | 53   | 44   | 42   | 49   | 49   | 50   | 86   |
| Quellen: Cassini und INSEE |      |      |      |      |      |      |      |      |

## Sehenswürdigkeiten
- Kirche Saint-Pierre
- Drachenhöhle (Caverne du dragon), ehemaliger unterirdischer Steinbruch und Bunker auf dem Chemin des Dames

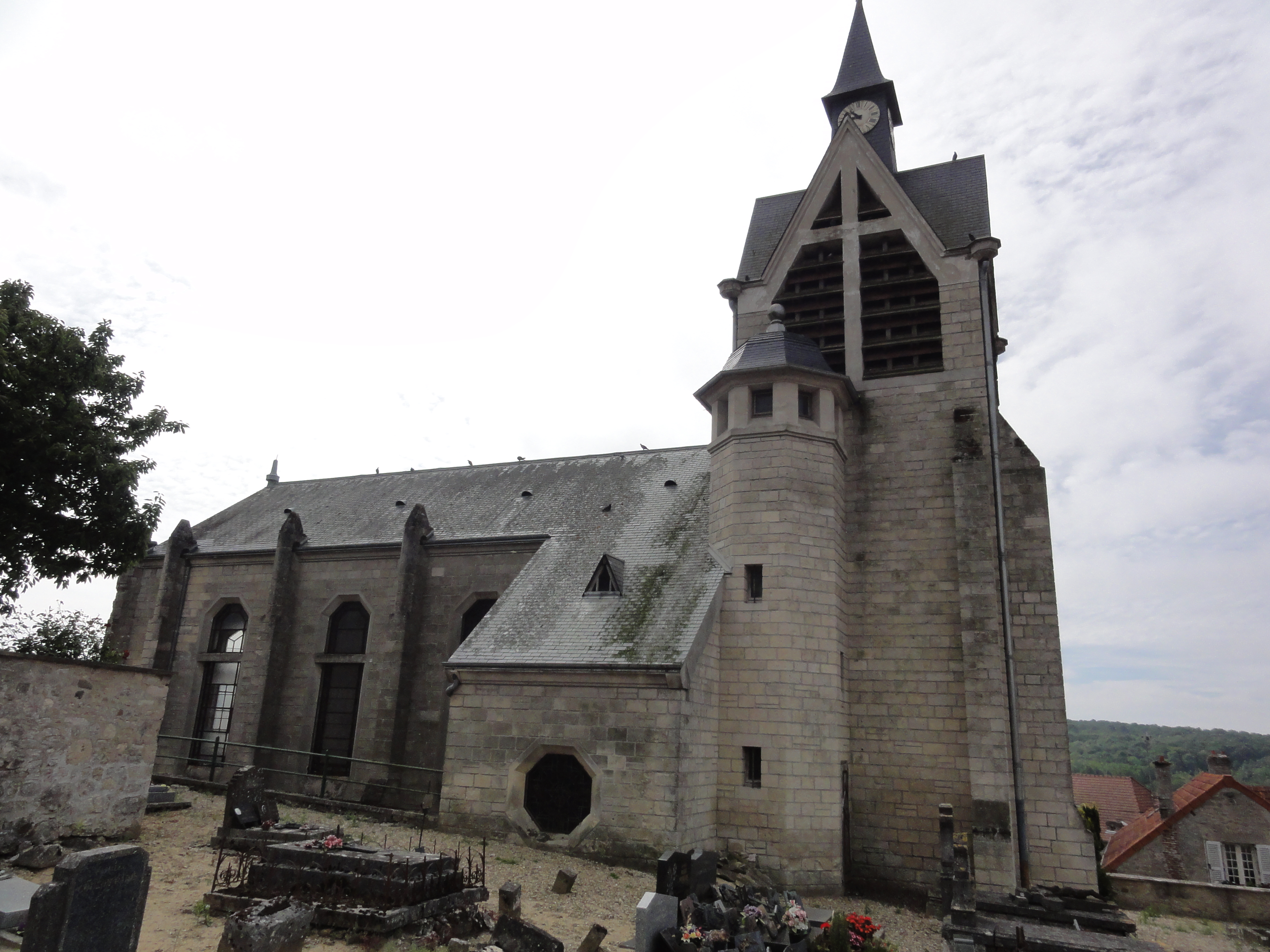
Kirche Saint-Pierre
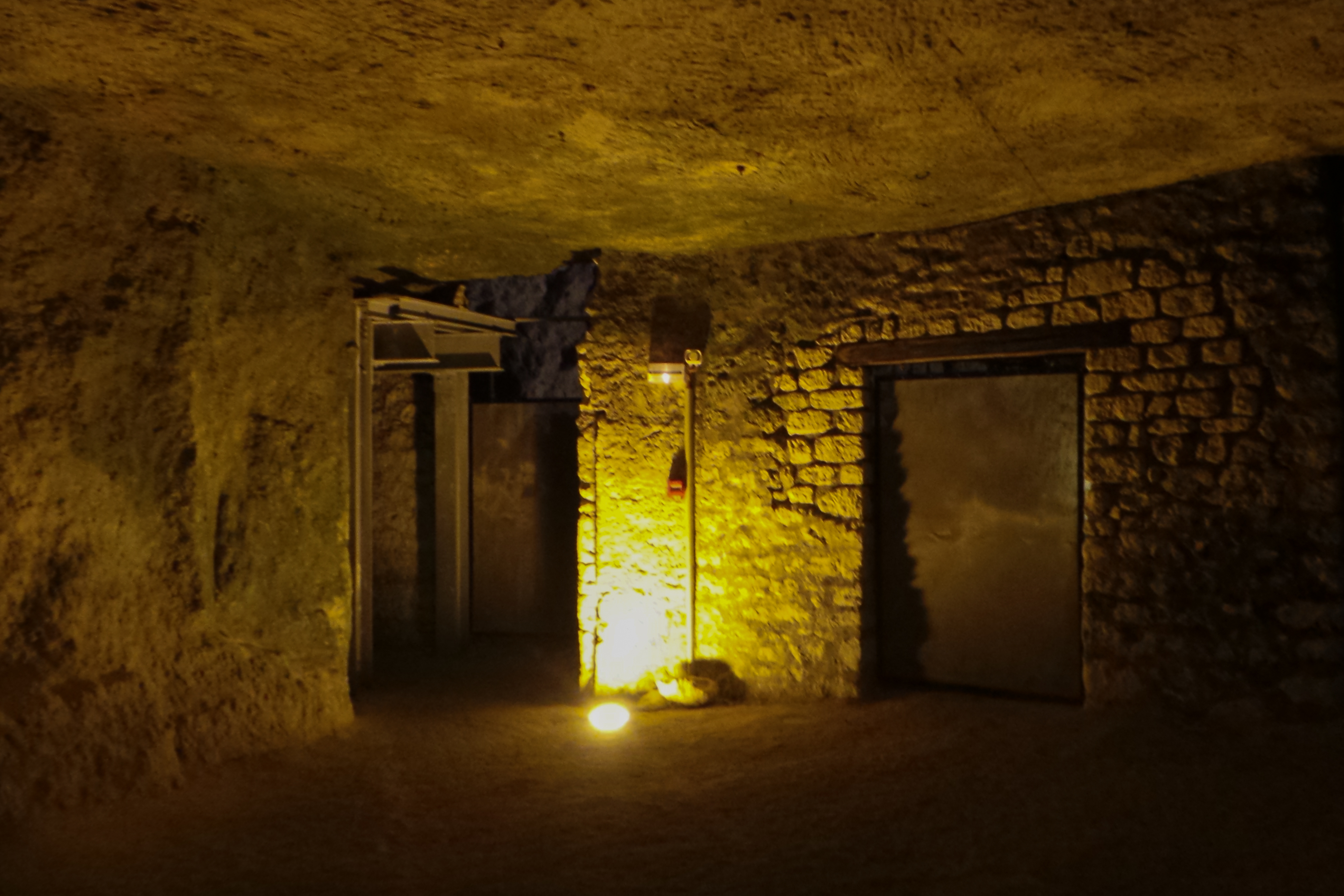
Inneres der Drachenhöhle
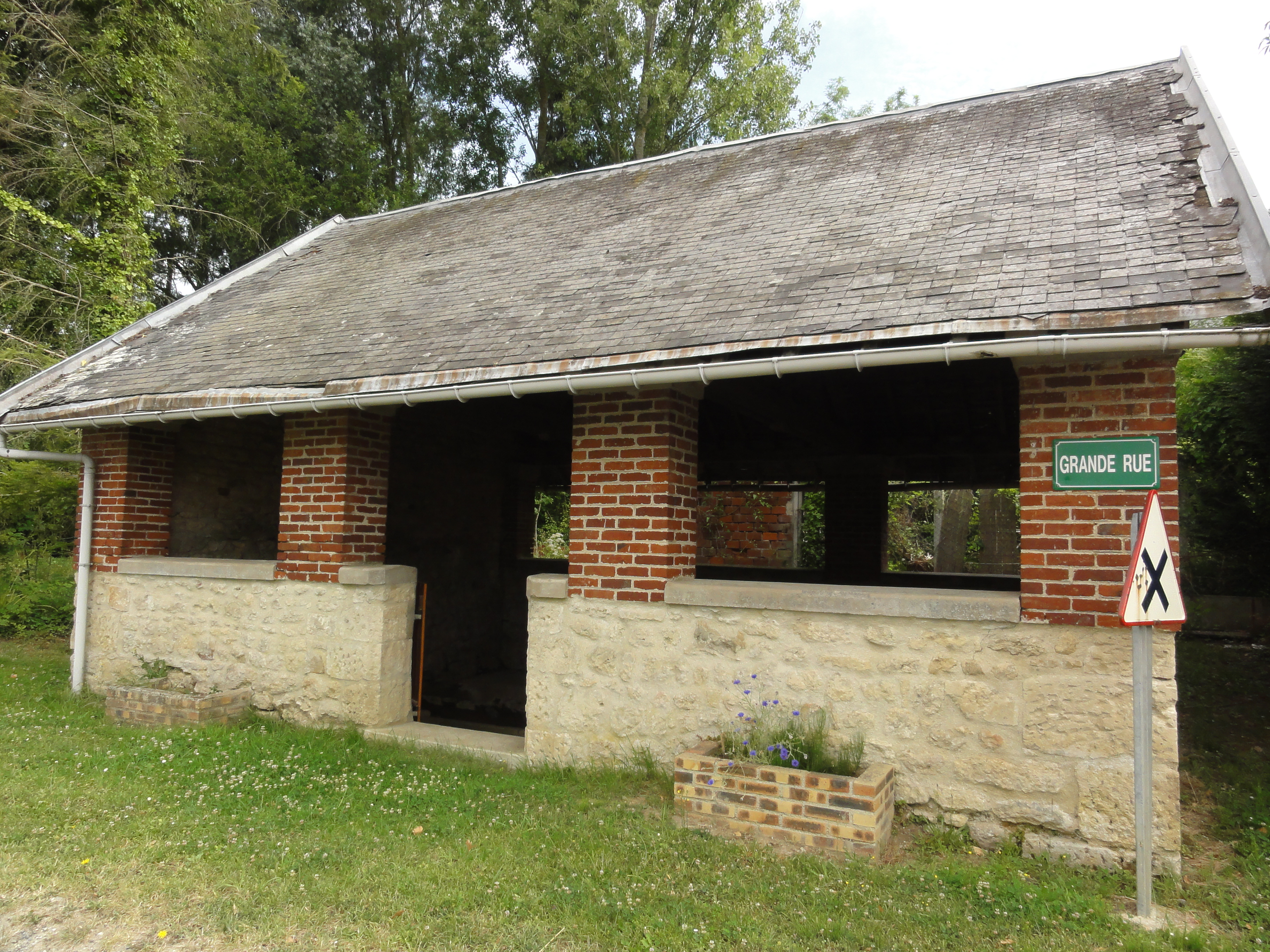
Eines der beiden Lavoirs
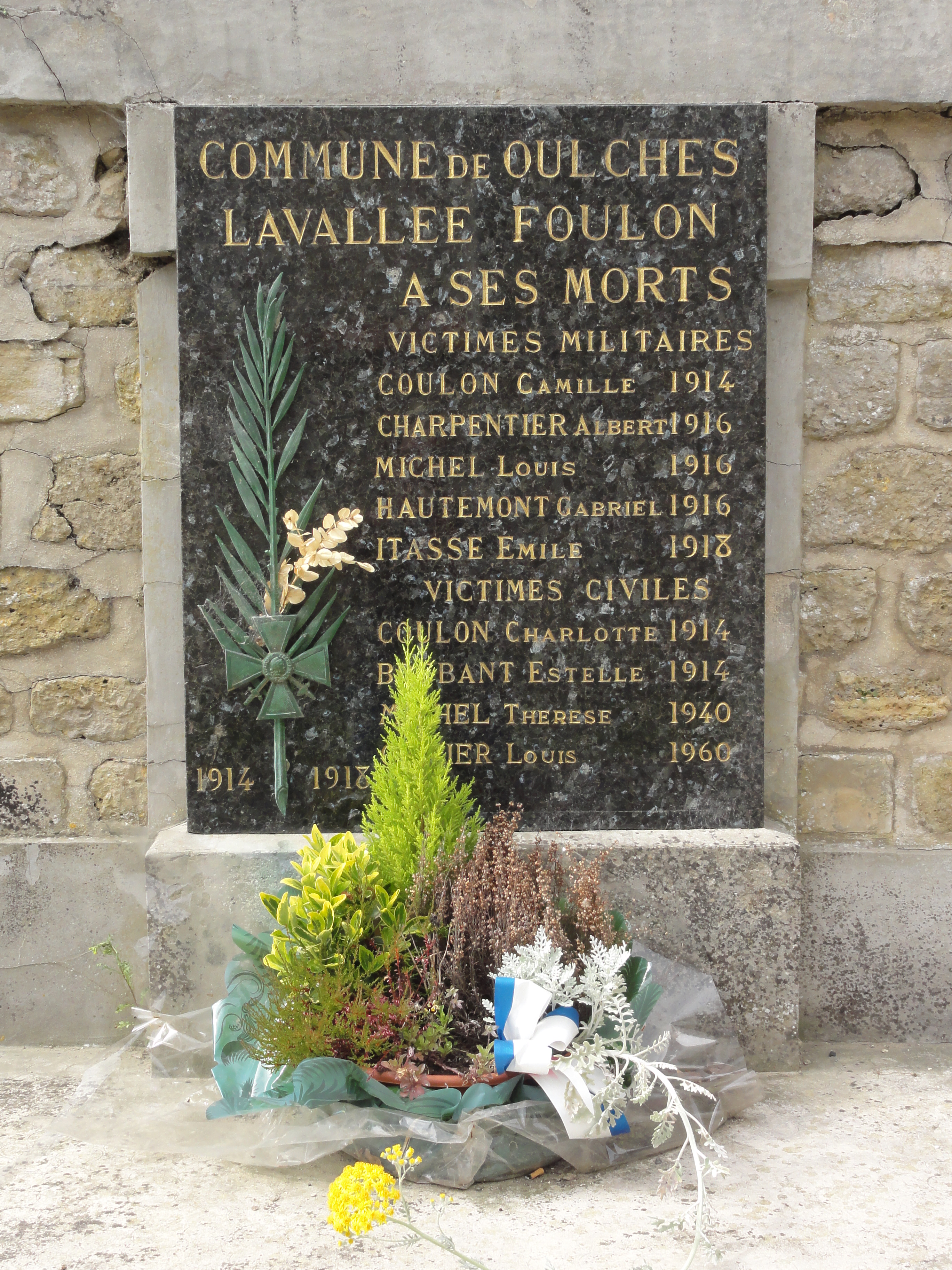
Gefallenendenkmal